# Gana
Gana – wieś w Polsce położona w województwie opolskim, w powiecie oleskim, w gminie Praszka.

## Części wsi
| SIMC    | Nazwa           | Rodzaj    |
| ------- | --------------- | --------- |
| 0998553 | Gawroniec       | część wsi |
| 0998560 | Komorniki       | część wsi |
| 0998547 | Zawisna-Parcela | część wsi |

## Historia
Miejscowość historycznie należy do ziemi wieluńskiej i związana była z Wielkopolską. Ma metrykę średniowieczną i istnieje co najmniej od XIII wieku. Wymieniana w dokumentach z lat 1236-49 jako „Gana" .
Została odnotowana w historycznych dokumentach prawnych i podatkowych. Pierwsze wzmianki mówią o Janie, prepozycie z Rudy, kanoniku gnieźnieńskim i wrocławskim, który zapisał w testamencie wieś Gana oraz część Strojca klasztorowi na Piasku we Wrocławiu, a wieś synów Splotowica i Wojsława kościołowi w Rudzie. Wieś wymieniona także została w dokumencie z 1357 jako własność arcybiskupa gnieźnieńskiego "in terra Velusiensis" (pol. "w ziemi wieluńskiej"). W 1381 Gana graniczyła z Wierzbiem i Kowalami. W tym roku Jan z Praszki sprzedał część wsi Wieruszowi z Kowal za 50. florenów. Według Liber beneficiorum archidiecezji gnieźnieńskiej spisanego przez Jana Łaskiego wieś w 1511 leżała w powiecie wieluńskim. Liczyła wówczas 2-3 łany, z których płaciła arcybiskupowi dziesięcinę w wysokości 5 groszy od łana . 
W 1552 wieś leżała w parafii Kowale, współcześnie jest to parafia św. Wojciecha w Kowalach-Ganie. Stanowiła wtedy własność F. Kowalskiego. Odnotowano w niej jednego kmiecia, a także część folwarczną oraz kuźnicę o trzech kołach. W 1553 odnotowano we wsi 1,2 łana  . 
Po rozbiorach Polski wieś znalazła się w zaborze rosyjskim. Miejscowość jako wieś i folwark leżące w powiecie wieluńskim wymienia XIX-wieczny Słownik geograficzny Królestwa Polskiego. Notuje on miejscowość jako „Gana”. W 1828 r. było w niej 28 domów i 202 mieszkańców. W XIX w. we wsi znajdował się przysiółek Długie. Współcześnie występują tu przysiółki Gana-Długa oraz Gana-Krótka.
W latach 1957–1975 miejscowość administracyjnie należała do województwa łódzkiego. W latach 1975–1998 miejscowość administracyjnie należała do województwa częstochowskiego.

## Urodzeni w Ganie
W Ganie urodził się Aleksander Koj, lekarz i naukowiec zajmujący się biochemią i biologią molekularną, wieloletni rektor Uniwersytetu Jagiellońskiego.